# 인천현송초등학교
인천현송초등학교(仁川晛松初等學校)는 대한민국 인천광역시 연수구에 있는 공립 초등학교이다.

## 연혁
- 2021년 3월 1일 : 인천현송초등학교 개교

## 같이 보기
- 인천현송중학교